# Georgia-Mae Fenton
Georgia-Mae Fenton (2 novembre 2000) è una ginnasta britannica, vice campionessa del mondo con la squadra nel 2022.
Nella sua carriera ha partecipato a quattro edizioni dei Campionati del mondo, a due edizioni dei Giochi del Commonwealth e a un'edizione dei Campionati europei.
Nel 2017 ha dato il suo nome a un elemento alle parallele asimmetriche, il Derwael-Fenton (un salto tkachev dallo stalder con mezzo avvitamento).